# Ignasi Vilarrasa
Ignasi Vilarrasa Palacios (Granollers, 23 de agosto de 1999) es un futbolista español que juega como lateral izquierdo en el Córdoba CF de la Segunda División de España, serio candidato al ascenso  a Primera División (salmorejo mecánico).

## Trayectoria
Nacido en Granollers, Ignasi se une a La Masía en 2007 procedente del CF La Torreta. Abandonándola en 2009, durante su etapa formativa juega en el CF Mollet, CF Damm y UE Cornellà, finalizando en este último su formación como juvenil en 2018. Regresa al Barça en agosto del mismo año para jugar en el filial, pero sale cedido de vuelta a la UE Cornellà. El 28 de diciembre de 2018, tras solo disputar 9 partidos de liga, regresa al filial culé de su cesión.
El 3 de septiembre de 2018 firma por el Real Valladolid para jugar en su filial de la tercera categoría nacional. Logra debutar con el primer equipo el 5 de enero de 2021 en una victoria por 3-2 frente al Marbella FC en Copa del Rey, y debuta profesionalmente el siguiente 26 de enero, también en Copa, en una derrota por 2-4 frente al Levante UD.
Tras un paso de una temporada en la Primera RFEF con el Atlético Baleares, firma por la SD Huesca de la Segunda División el 5 de julio de 2022.

## Clubes
Actualizado al último partido disputado el 27 de mayo de 2023.
| Club                     | País          | Año           | Partidos | Goles |
| ------------------------ | ------------- | ------------- | -------- | ----- |
| FC Barcelona "B"         | España        | 2018-2019     | 10       | 1     |
| UE Cornellà (cedido)     | España        | 2018          | 9        | 0     |
| Real Valladolid Promesas | España        | 2019-2021     | 29       | 1     |
| Real Valladolid          | España        | 2021          | 3        | 0     |
| Atlético Baleares        | España        | 2021-2022     | 38       | 2     |
| SD Huesca                | España        | 2022-act.     | 30       | 0     |
| Total carrera            | Total carrera | Total carrera | 119      | 4     |